# Sari Makmur (Air Dikit)
Sari Makmur is een bestuurslaag in het regentschap Muko-Muko van de provincie Bengkulu, Indonesië. Sari Makmur telt 287 inwoners (volkstelling 2010).